# Artilleristen Gladers trappor
Artilleristen Gladers Trappor är en trappgata i stadsdelen Inom Vallgraven i centrala Göteborg. De sträcker sig från Arsenalsgatan och ner till Hvitfeldtsplatsen 5-7, mitt för Läroverksgatan.

## Historia
År 1981 fastställdes namnet. Trappan har fått sitt namn efter artilleristen "N:o 32 Glader", som efter fångenskap under Napoleonkrigen kom till Göteborg 1807. Genom att namnge trapporna efter Glader, hyllas en av de många anonyma göteborgare, som fick lida svårt för den samtida krigspolitiken. Namnet Artilleristen ger också en anknytning till Kungliga Göta artilleriregemente vars soldater var inkvarterade i Borgerskapets kasern, som låg vid Kaserntorget och revs 1908. Tidigare hade bland annat namnet "Kungshöjdstrappan" föreslagits, men förkastats av namnberedningen.

### Webbkällor
- Artilleristen Gladers Trappor, OpenStreetMap (förstora)
- Hvitfeldtsplatsen 5, hitta.se.